# Joint Light Tactical Vehicle

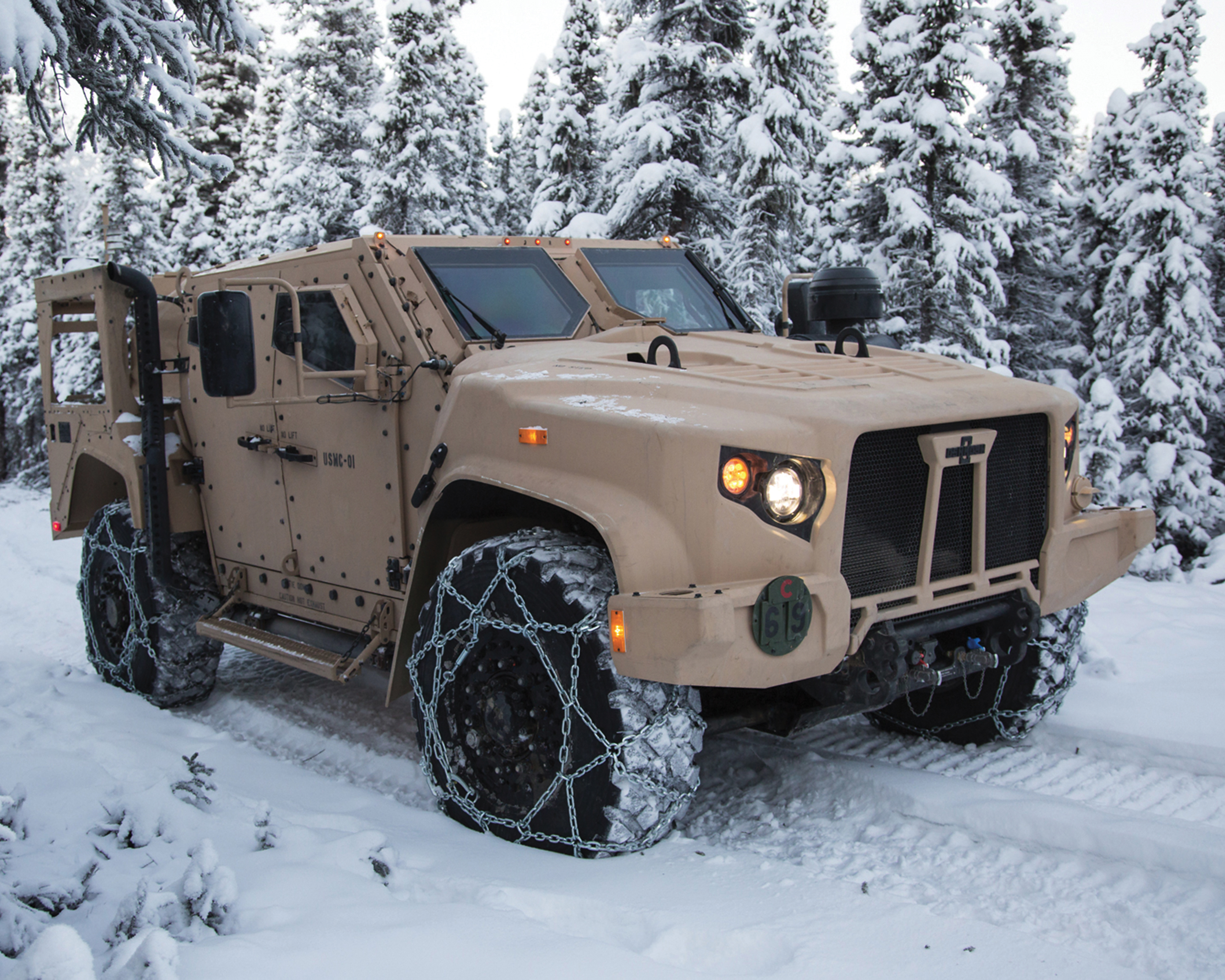
JLTV

Joint Light Tactical Vehicle (JLTV) är ett amerikanskt militärt fordon utvecklat för att delvis ersätta Humvee-fordonen med större lastkapacitet och bättre pansarskydd. JLTV-programmet godkändes 2006 och därefter påbörjades utvecklingsarbetet.
JLTV-programmet innehåller lärdomar från det tidigare och nu stoppade programmet Future Tactical Truck Systems (FTTS) och andra därmed sammanhängande insatser. JLTV har utvecklats genom olika utvecklingsfaser och milstolpar, men olika varianter t.ex. kommando och kontroll (skydd), ambulans, rekognoscering och en rad andra taktiska och logistiska supportroller. JLTV följer den amerikanska arméns långsiktiga rustningstrategi (LTAS).
Oshkoshs L-ATV valdes som vinnare av JLTV-programmet den 25 augusti 2015 och tilldelades ett första produktionskontrakt för upp till 16 901 JLTV:s.

## Fordonsdata
Kostnad per fordon: 4 milj. kr.
Pansar: Hemligt (A-kit/B-kit konfiguration)
Huvudbeväpning: Diverse lätt and medium kalibriga vapen, plus granatkastare eller pansarvärnsrobotar vid behov.
Sekunder beväpning: Upp till fyra M7 rökgranatskastare
Motor: Gale Banks Engineering 866T, 6.6-liter diesel
Växellåda: Allison automatisk
Fjädring: Oshkosh TAK-4i oberoende fjädring
Räckvidd: 483 km
Hastighet: Framåt: 110 km/h Bakåt: 13 km/h
Styrsystem: Servostyrning, front axel